# Cnemida leprieuri
Cnemida leprieuri är en skalbaggsart som beskrevs av Gilbert John Arrow 1899. Cnemida leprieuri ingår i släktet Cnemida och familjen Rutelidae. Inga underarter finns listade i Catalogue of Life.